# تایزن
تایزن (به انگلیسی: Tizen) یک سیستم‌عامل آزاد و متن‌باز برای تلفن همراه است که بر اساس سیستم عامل لینوکس نوشته شده‌است. این محصول توسط بنیاد لینوکس پشتیبانی می‌شود و توسط انجمن تایزن ارائه شده‌است. تایزن از سیستم عامل سکوی لینوکس سامسونگ (SLP) ساخته شده‌است. این سیستم عامل شامل تعدادی از ماژول‌های خود همانند مدیریت شبکه را از پروژهٔ می‌گو، آمیزشی از سیستم‌عامل‌های تلفن همراهِ موبلین ساخته شده توسط شرکت اینتل و ماامو توسط شرکت نوکیا، برگرفته‌است. توسعه توسط شرکت‌های گردهم‌آمده به دور انجمن تایزن رهبری می‌شود؛ که در حال حاضر سامسونگ و اینتل می‌باشند. بعضی از توسعه‌دهندگان سابق می‌گو هم در این تلاش سهیم شدند.
چارچوب نرم‌افزار تایزن برای توسعه‌دهندگان سوم شخص بر اساس استانداردهای وبی همچون اچ‌تی‌ام‌ال۵ و تکنولوژی‌های وب WAC و غیره می‌باشد و طراحی شده‌است تا در تبلتها، نت‌بوکها، تلفن‌های هوشمند، تلویزیون‌های هوشمند و تجهیزات تفریحی/اطلاعاتی داخل خودرو استفاده شود. کیت توسعه نرم‌افزار تایزن توسط سامسونگ تحت یک مجوز مالکیتی انحصاری می‌باشد و شامل محیط یکپارچه توسعه نرم‌افزار تحت وب، برابرساز، زنجیره ابزار تألیف، کدهای نمونه و مستندات است.
اعضای فعلی مدیریت فنی اعلام کردند که توسعه کاملاً بازخواهد بود. با این حال «عضویت در بیشتر تیم‌های پروژه فقط توسط دعوت‌نامه صورت می‌گیرد» و توسعه و تصمیم‌گیری در اولین نسخه آلفا عمومی نبود.

## پیشینه

فلوچارت ریشه تایزن

در سپتامبر ۲۰۱۱ اینتل و بنیاد لینوکس اعلام کردند که تمرکز آن‌ها از می‌گو به تایزن طی سال ۲۰۱۱ و ۲۰۱۲ تغییر خواهدکرد.
برای سهم خودش، نوکیا حمایت‌کنندهٔ سابق می‌گو، اعلام کرده‌است که به صورت مجزا سیستم‌عامل ملتمی، مخصوص خود را توسعه‌می‌دهد؛ که فقط تلفن‌های هوشمند سطح پایین را هدف قرار خواهد داد.
با اینکه در آغاز در نظر گرفته شده بود تایزن جایگزین می‌گو شود و با برنامه‌های می‌گو سازگار گردد (براساس اعلامیه اول)، تایزن فقط تکنولوژی‌های مشخص شده‌ای را از می‌گو قرض کرد و از این نظر دنبال‌کنندهٔ پروژهٔ می‌گو نیست. به‌طور خاص کل رابط برنامه‌نویسی نرم‌افزارهای می‌گو برای توسعه برنامه‌های مبتنی بر کیوت نه در پروژه تایزن هستند و نه برنامه‌ای برای گذاشتنشان وجود دارد؛ بنابراین، کدهای می‌گو در دسترس می‌مانند و توسعه آن در پروژه مِر ادامه پیدا می‌کند.
در آوریل ۲۰۱۲ تایزن ورژن ۱٫۰ خود را با اسم رمز دلفین منتشر نمود.
اولین دستگاهی که با سیستم‌عامل تایزن منتشر شد Q2 در سال ۲۰۱۲ است. این دستگاه در نظر گرفته‌شده بود تا کاملاً از طریق رابط برنامه‌نویسی نرم‌افزارهای مبتنی بر اچ‌تی‌ام‌ال۵ انعطاف‌پذیر باشد. توسعه‌دهندگان تایزن در ابتدا تأکید کردند که اچ‌تی‌ام‌ال۵ تنها پلتفورم دردسترس نخواهد بود و کتابخانه‌های بنیاد Enlightenment هم در سیستم‌عامل قرار خواهد گرفت اما در کیت توسعه نرم‌افزار نسخهٔ آلفای تایزن خبری از این کتاب‌خانه‌ها برای توسعهٔ نرم‌افزاری نبود. در مارس ۲۰۱۲ طراح تایزن کَرستِن هیزلر در کانال آی‌آرسی پروژه اقرار کرد که هیچ اختیاری برای توسعه بومی در اختیار نخواهد گذاشت و فقط اچ‌تی‌ام‌ال۵ پشتیبانی می‌شود. اما از نسخهٔ ۲ به بعد می‌توان با استفاده از برنامه‌نویس ++C برنامه‌های بومی برای آن نوشت.
تایزن از محیط وی‌لند برای مدیریت صفحه تصویر استفاده می‌کند.